# 김성미
김성미(1997년 4월 2일 ~ )는 대한민국의 여자 축구 선수이다.

## 구단 경력
2018 WK리그 드래프트에서 구미 스포츠토토의 지명을 받아 WK리그에 입성하였다.

## 국가대표팀 경력
어렸을때부터 꾸준히 모든 연령별 대표팀에 발탁되었으며, 2021년에는 성인 대표팀에도 발탁되게 된다.